# アイスホッケーロシア代表
アイスホッケー男子ロシア代表（アイスホッケーだんしロシアだいひょう、ロシア語: Сборная России по хоккею с шайбой、英語: Russian men's national ice hockey team）は、オリンピックを始めとする国際大会に出場するロシアアイスホッケー連盟によるロシアのナショナルチーム。
ソビエト連邦代表時代を含んだ獲得タイトルは、世界国別でカナダ代表の計48回に次いで計34回（オリンピック9回・世界選手権24回・カナダカップ1回）である。

## オリンピックの成績
- 1994年：4位
- 1998年：銀メダル
- 2002年：銅メダル
- 2006年：4位
- 2010年：6位
- 2014年：5位
- 2018年（OARとして参加）：金メダル
- 2022年（ROCとして参加）：銀メダル

## 世界選手権での成績
- 1993年：優勝
- 2008年：優勝
- 2009年：優勝
- 2012年：優勝
- 2014年：優勝

## その他
- カナダカップ 優勝1回（1981年）、準優勝1回（1987年）
- ワールドカップ 優勝0回、準優勝0回、準決勝敗退2回（1996年・2016年）